# صوفي كوكسون
تارون ديفيد إيجرتون (بالإنجليزية: Taron David Egerton)‏ هي ممثلة بريطانية من مواليد 15 مايو 1990. تربت صوفي في ساسكس وتخرجت في 2013 من مدرسة اكسفورد للدراما.
هي معروفة بدور روكسي في فيلم الحركة كينغزمان: الاستخبارات السرية.

## أعمالها

### فيلم
| سنة  | عنوان                        | دور             | ملاحظات |
| ---- | ---------------------------- | --------------- | ------- |
| 2014 | Testament of Youth           | إدوارد بريتين   |         |
| 2015 | Kingsman: The Secret Service | روكسي / لانسلوت |         |
| 2015 | Emperor                      |                 |         |

### تلفزيون
| سنة  | عنوان         | دور          | ملاحظات             |
| ---- | ------------- | ------------ | ------------------- |
| 2013 | Moonfleet     | غريس         | مسلسل تلفزيوني قصير |
| 2014 | Unknown Heart | ميلي لانكستر | فيلم تلفزيوني       |

## روابط خارجية
- صوفي كوكسون على موقع IMDb (الإنجليزية)
- صوفي كوكسون على موقع روتن توميتوز (الإنجليزية)
- صوفي كوكسون على موقع ألو سيني (الفرنسية)
- صوفي كوكسون على موقع أول موفي (الإنجليزية)
- صوفي كوكسون على موقع بوكس أوفيس موجو (الإنجليزية)
- صوفي كوكسون على موقع قاعدة بيانات الأفلام السويدية (السويدية)
- صوفي كوكسون على موقع قاعدة بيانات الفيلم (الإنجليزية)
- صوفي كوكسون على موقع كينوبويسك (الروسية)